# Донбас-Крим
ФШМ «Донбас-Крим» — аматорський футбольний клуб з міста Донецька. Виступав у чемпіонаті ААФУ 2007 року, кубку ААФУ 2008 року.
У 2007—2008 роках грав у чемпіонаті Донецької області. У чемпіонаті-2007 у клубному заліку посів 6-е місце з 12 учасників. Клуб розпався через економічну кризу 2008 року. 2009 року команду відновили, з 3-го туру вона почала грати в чемпіонаті області, але після першого кола закінчилися гроші й «Донбас-Крим» припинив існування. Граючим тренером був Олександр Бабій, колишній футболіст, зокрема «Шахтаря» (Донецьк) і «Зеніта». Команда виступала в білих футболках.

## Відомі гравці
Футболісти, які грали у вищій лізі:
- Олександр Бабій
- Андрій Кураєв
- Дмитро Курбатський
- Андрій Полівода